# Hemetsberger-Indol-Synthese
Die Hemetsberger-Indol-Synthese, oder Hemetsberger-Knittel-Indol-Synthese ist eine Namensreaktion der organischen Chemie. Sie beschreibt die thermische Zerlegung eines 2-Azidozimtsäureesters in einen Indol-2-carbonsäureester.
Benannt wurde sie nach Helfried Hemetsberger und Dierk Knittel, welche von dieser 1969 das erste Mal berichteten.

## Übersichtsreaktion
Durch Erwärmung kommt es zur Umlagerung des 2-Azidozimtsäureesters 1, als Produkt wird der Indol-2-carbonsäureester 2 erhalten.
Der Rest R ist ein Alkylrest.
Die blau markierte Bindung im Produkt ist die neu geknüpfte Kohlenstoff-Stickstoff-Bindung, die zum Ringschluss führt.

## Reaktionsmechanismus
Der nachfolgend präsentierte Reaktionsmechanismus wird in der Literatur beschrieben und beispielhaft am 2-Azidozimtsäuremethylester erläutert.  Er ist wissenschaftlich noch nicht vollständig belegt, stellt jedoch einen plausiblen Ablauf dar. Es wird davon ausgegangen, dass die Synthese über ein Nitren als Zwischenstufe abläuft.
Bei dem mesomeriestabilisierten 2-Azidozimtsäuremethylester 3 kommt es durch Erwärmung zur Abspaltung eines Stickstoffmoleküls und das Nitren 4 wird gebildet. In diesem kann es zu zwei unterschiedlichen Elektronenumlagerungen kommen, welche durch die farbigen Elektronenverschiebungspfeile gekennzeichnet sind.
Bei Weg A wird durch die Elektronenumlagerung zunächst das Molekül 5 erhalten. In diesem kommt es zur [1,5]-Verschiebung eines Protons, als Produkt wird der Indol-2-carbonsäuremethylester 6 erhalten.
Bei Weg B führen die Elektronenumlagerungen im Molekül 4 direkt zum Ringschluss und der Indol-2-carbonsäuremethylester 6 wird erhalten.
Andere Quellen weisen auf ein 2-Phenylazirin als Zwischenstufe hin, welches sich schneller aus dem Vinylnitren 4 bildet als das 2H-Pyrrol 5. Der genaue Mechanismus der thermischen Umlagerung des Phenylazirins zum Produkt 6 ist dabei wiederum ungeklärt.